# 航海
航海，是人類在海上航行，跨越海洋，由一方陸地去到另一方陸地的活動。在從前是一種冒險行為，因為人類的地理知識有限，彼岸是不可知的世界。從冒險行為，慢慢的轉變於一種商業行為，因為當船到達了另一個地方，船員開始在當地生活，習慣與風俗，漸漸地同化了當地的人種，此為航海最基礎的成果，漸漸地各國的發展慢慢地開始了移民與殖民，有了貿易，商業行為慢慢的活絡了起來，至今商業貿易還是航海的最主要目的。

## 航海的目的
- 物流、航運
- 旅行
- 探險
- 殖民主義
- 找尋寶物

## 航海的風險
- 疾病
- 風暴
- 海嘯
- 食物及淡水供應
- 水手背叛
- 海盜
- 海怪
- 食人族

## 相關条目
- 航海士
- 燈塔
- 指南針
- 北斗星
- 海圖
- 航海家
- 衛星導航系統
- 航海學校

## 相關電視劇
- 2017年日本電視劇：每日放送和TBS電視台《真的要去航海》
- 2018年日本電視劇：每日放送和TBS電視台《真的要去航海 (第二季)》